# Contenidos generados por los estudiantes
Contenidos generados por los estudiantes es un concepto que hace referencia al conocimiento o información producido por el discente, y revisados por el docente, para compartir con sus compañeros o con la audiencia de internet. Estos contenidos pueden presentarse en distintos formatos (vídeos, imágenes, audio, textos, etc), y fomentan un aprendizaje permanente basado en la comprensión y el trabajo colaborativo y significativo.
La revisión mencionada hace que estos contenidos sean considerados contenidos fiables y de buena calidad. Este concepto es una  variante del contenido generado por el usuario, con la diferencia de que el usuario puede ser cualquier persona, pero en el caso del estudiante, este produce el contenido dentro de un proceso de aprendizaje y con el acompañamiento de un docente.
Ejemplos de plataformas web donde lo pueden compartir son: blogs, redes sociales como YouTube y LinkedIn o Wikis, entre otros.

## Origen del término
El término es una derivación de “Contenidos generados por los usuarios” (UGC, del inglés User-generated content), cuyo origen algunos historiadores sitúan en el Journal des sçavans, la primera revista científica europea, la cual publicó artículos en forma de cartas mientras otros expertos sitúan el origen en las primeras publicaciones de cartas de los lectores en periódicos y revistas del siglo XVIII, cabe destacar la obra más extensa y relevante, el Oxford English Dictionary de 1857, el cual estaba compuesto exclusivamente de aportes generados por sus usuarios.
El término comienza a usarse cuando las tecnologías de la información y la comunicación (TIC) se incorporan a la educación. Esta incorporación ha implicado nuevas oportunidades de aprendizaje, modificando la relación del estudiante con los contenidos. La asociación entre las TIC y la pedagogía favorece la cooperación didáctica entre el docente y el estudiante en entornos virtuales de aprendizaje, fomentando la autonomía y el autoaprendizaje. Esta asociación ha llevado al desarrollo, análisis y evolución de estrategias como la generación de contenidos por los estudiantes.
El proceso de generar contenidos se basa en el trabajo cooperativo de los estudiantes guiados por el docente. El producto de este trabajo cooperativo contiene la voz, percepción y opinión de los estudiantes. Este concepto propone dejar atrás la pasividad de la educación tradicional para dar lugar a un modelo educativo en el que el estudiante pasa a ser sujeto activo en su aprendizaje.
El surgimiento de este concepto representa una innovación en los procesos de construcción del conocimiento. La generación de contenido por los usuarios/estudiantes sirve como base a algunas aplicaciones de la Web 2.0, permitiendo la creación y distribución de recursos que han supuesto una transformación educativa profunda. El uso de la tecnología ha potenciado esta estrategia en los campos de la educación y los recursos educativos abiertos (REA), convirtiéndose en una manera de ofrecer otros tipos de materiales a los sistemas de educación abierta.

## Historia
El movimiento del Software Libre, iniciado por Richard Stallman en la década de los años 1970, con el surgimiento del Proyecto GNU, supuso una nueva forma de comprender y utilizar el software de manera colaborativa. Este movimiento inició una dinámica que llevó al desarrollo colaborativo de recursos y contenidos mediante la tecnología.
El Bulletin Board System (sistema de tablón de anuncios), creado por Tom Truscott y Jim Ellis se popularizó en las décadas de los años 1980 y años 1990, suponiendo el inicio de la colaboración en red, ya que permitía a los usuarios leer y enviar información. El sistema más antiguo Usenet, todavía en uso,  permitió el intercambio de artículos generando un sistema de comunicación.
El crecimiento exponencial de Internet en la década de los 2000, el surgimiento de la Web 2.0,  los nuevos medios digitales, la interactividad, la comunidad en línea y la accesibilidad a la información han potenciado la creación de contenido de forma cada vez más democrática.
La Web 2.0, también conocida como Web social, enfatiza la colaboración y el intercambio de conocimientos y contenidos entre diversos usuarios, siendo uno de ellos los estudiantes. Las características de la Web 2.0 son las herramientas y sistemas de base social, a los que se hace referencia colectivamente como software social.
La generación de contenidos por los estudiantes tiene lugar al mismo tiempo que la industria cultural, la digitalización de documentos, la difusión de la interfaz gráfica de usuario y la World Wide Web. Al digitalizarse textos (escritos o audiovisuales), estos pueden ser combinados con otros contenidos.

## Fundamentos teóricos
Son diversas pedagogías las que a lo largo del proceso y planteamiento de la educación han propuesto cambios de paradigma en el aula de clase, no obstante, la innovación de este concepto posee sus bases teóricas principalmente en dos teórias del aprendizaje: 
- Entre los principales paradigmas en la enseñanza-aprendizaje, el proceso de creación de materiales por parte de los alumnos se acerca a los planteamientos propios del constructivismo. El constructivismo (pedagogía) plantea que el conocimiento no es el resultado de un proceso dinámico e interactivo; la información externa es interpretada y reinterpretada por la mente.La dimensión social que se introduce mediante la utilización del constructivismo proporciona el modelo adecuado a los discentes para trabajar de manera cooperativa.[23] El factor social juega un papel determinante en la construcción del conocimiento.[24]
- Por otro lado, también tiene su base teórica en la teoría del aprendizaje significativo, el proceso según el cual se relaciona un nuevo conocimiento o información con la estructura cognitiva del que aprende de forma no arbitraria y sustantiva o no literal. Para que los estudiantes puedan construir esos nuevos conocimientos deben tener una base teórica sobre la que trabajar relacionando así los conceptos ya aprendidos con los que están en construcción.[25]

Este término ha permitido entender el aprendizaje por medio de un entorno colaborativo que potencia la contribución y construcción del conjunto de conocimientos que cada día es más amplio. Son muchos los aspectos positivos de esta estrategia, puesto que, la socialización de ideas por medio de diversos formatos se puede expandir internacionalmente.

## Rol del profesor
En esta metodología donde el alumno recibe un aprendizaje activo, el papel del docente se focaliza en ser facilitador de dicho aprendizaje, así como guiar la calidad del trabajo y orientar al alumnado en cada uno de los procesos y fases que tenga que llevar a cabo. Se puede decir que, el profesor es quien incita al estudiante a desarrollar habilidades de autogestión, indagación, investigación, análisis, etc. Contribuyendo de esta manera, al desarrollo de competencias en el alumno que le permitan construir conocimiento y compartirlo.
Los profesores, se enfrentan a un nuevo modelo de educación, una «educación aprendiente», entendida ésta definición por Hugo Assmann como «sociedad que aprende o sociedad discente, se pretende expresar que la sociedad entera debe entrar en un estado de aprendizaje y transformarse en una inmensa red de ecologías cognitivas».
Esta expansión del conocimiento, así como el acceso casi ilimitado a la información que nos ofrecen las TIC, conducen a que ya no se considera que los docentes son la fuente de información única, los que controlan la materia y tienen la responsabilidad de transmitir el conocimiento, sino que se les otorga el rol de mediador y facilitador de la información al alumnado.
Este acceso ilimitado a la información accesible desde un entorno digital cada vez más complejo, puede producir confusión entre los estudiantes. Por tanto, los maestros han pasado de ser la fuente a ser el medio, los responsables de proporcionar las herramientas y métodos de aprendizaje necesarios y ayudar al alumnado a encontrar su lugar en esta complejidad.
El docente deja de ser el líder individual para adoptar el rol del líder transformacional que guía, acompaña, aprende con y de los estudiantes e interacciona con ellos, facilita el aprendizaje, atiende a la diversidad del aula, personaliza los materiales, hace una evaluación continua y utiliza diferentes sistemas de evaluación (autoevaluación, coevaluación).
El grado de implicación del maestro varía según el nivel educativo en el que imparta la docencia. Desempeñará distintas funciones en educaciones básicas que en los ciclos de FP o universidades, donde el alumnado tiene ya competencias digitales. En los niveles más inferiores el profesor deberá tener más control sobre la actividad de sus alumnos e incluso elaborar él mismo el material, mientras que en los niveles superiores puede dejar al alumnado trabajar de manera más autónoma.

## Rol del alumno
Considerando que existen grandes posibilidades de crear recursos educativos abiertos y que cada vez son más los software que permiten hacerlo, los estudiantes pueden crear y producir dichos recursos. A partir de esto, se habla de contenido generado por los alumnos y en este método de enseñanza, el estudiante adquiere más protagonismo y desarrolla un rol activo de su propio aprendizaje.
Las herramientas de la web 2.0 posibilitan que el alumno construya sus propios contenidos a partir de la información extraída y analizada en distintos formatos, haciendo que de este modo sea partícipe de sus propios aprendizajes, desde la experiencia y situaciones reales, provocando un aprendizaje significativo.
Con el auge que ha tenido la tecnología en la última década, la diversificación de los medios de comunicación, el desarrollo de materiales educativos y el manejo de la información, los roles en el proceso educativo se han modificado. Se puede decir que el rol del alumno está influenciado por las habilidades que él desarrolla y trabaja. Es decir, en la creación de conocimiento, el estudiante debe tener habilidades de autogestión, disciplina, responsabilidad e independencia. Estos aspectos modifican el papel tradicional del estudiante pasivo, pasando del rol de recibir información, a ser quien la maneja, organiza y analiza para crear contenidos.
Docente y estudiante se constituyen en equipo de investigación para promover el logro de un aprendizaje continuo que redunda en adquirir competencias que les sirvan a lo largo de toda su vida.

## Ventajas
La principal ventaja que se obtendrán del contenido generado por los estudiantes, es la creación de contenido y construcción de conocimiento propio, en oposición a los productos finales entregados en una clase convencional, que son únicamente absorbidos sin la necesidad de búsqueda. Esta implicación en el proceso de creación contribuye a una mejor asimilación del contenido, puesto que crear es la acción mental más importante del proceso de enseñanza-aprendizaje.  En este proceso se desarrollan ciertas habilidades, desde la búsqueda, lo cual conlleva el contraste y comprobación de la veracidad de la información, hasta la síntesis y concertación de toda la información para dar forma al contenido elaborado. Además, no solo se aprende sobre el tema que se está escribiendo, que puede ser de cualquier área (medicina, biología, física, etc.) sino que además pueden ser temas más divertidos como cocinar o finanzas personales.
Una de las ventajas más relevantes es el aprendizaje activo que el alumnado tiene, así como el desarrollo de un aprendizaje cooperativo donde tienen una actitud positiva y una responsabilidad individual. Los materiales que generan los usuarios son de alta calidad y están disponibles para cualquier persona.
Una de las grandes ventajas y logros que nos dan estas metodologías activas es el poder afianzar los contenidos al mismo tiempo que se aprende a escribir en colaboración con otros compañeros, es decir, el profesor aquí ya no es el "líder" de la clase, sino que tiene que servir de apoyo a los alumnos y ayudarles a conseguir una estrategia y así generar un contenido de calidad. Entre el profesor y el alumno deberá darse una retroalimentación que se verá reflejado en el producto final, el profesor será quien dé la seguridad y el valor didáctico del material, ya que es el que tiene los conocimientos de la materia.
Otra ventaja importante se produce en el acto de escribir, grabar o utilizar cualquier medio de comunicación que genere contenido en línea, ya que permite que el estudiante aprenda a expresar de mejor manera y a enseñar a un público, es decir, toma el papel de docente para los que está accediendo a su contenido. De esta manera, se introducen las nuevas tecnologías para el aprendizaje de los contenidos, por lo que nos permite inculcar un uso serio y responsable de las tecnologías.
Al crear contenido, el alumnado debe analizar previamente la información presentada en diferentes fuentes para concretar la que va a elaborar; este hecho contribuye a una mejor y mayor asimilación de la información que crean y, a su vez, adquieren vocabulario nuevo al tratar con temáticas diversas. La competencia digital en este ámbito requiere buscar y configurar la forma en que nuestros contenidos se vinculan a entornos en manos de otros usuarios, que tienen la oportunidad de darles alternativas nuevas y aplicarlos a otras nuevas comunidades o proporcionarles otros usos. Y con ello se aumenta el vocabulario sobre temáticas concretas, así como desarrolla estrategias para la presentación del contenido elaborado.

## Desventajas
Una de las principales desventajas que podemos encontrar a la hora de que el alumnado cree su propio contenido reside en el exceso y posible saturación de información que pueden tener, lo cual se conoce como infoxicación. Lo que provoca una inseguridad e impide que se forje una visión clara de la realidad, para la que se precisa de unas ciertas capacidades de madurez cognitiva que no todos los alumnos poseen.
Otro problema que nos encontramos a la hora de generar el contenido, es el aprendizaje previo del alumnado para aprender a utilizar las herramientas tecnológicas que serán usadas para la desarrollar el tema. Lo que implica, que el tiempo también variará dependiendo de las destrezas de cada persona, dificultando la temporalización del profesor. También debemos ser muy consecuentes con el ciberacoso escolar, ya que es uno de los principales tipos de acosos.
Otra desventaja se encuentra en que la calidad del producto realizado, ya que no está vinculada a la evaluación del alumno, por esta razón, no tiene la misma calidad que un producto hecho por un experto. Es decir, no se considera únicamente el contenido, también se tiene en cuenta la participación activa del alumno, y a veces suele ser lo más importante, por lo tanto, pone en duda la calidad y la originalidad de lo que se produce.
Por último, nos encontramos con la problemática de la propiedad intelectual y los derechos de autor, ya que en ocasiones resulta complejo saber si se puede confiar en todos los datos que aparecen en el contenido al no disponer de las referencias o fuentes consultadas por el alumnado. Los derechos de autor representan una cuestión legal a tener en cuenta en cualquier proceso de tratamiento de datos, imágenes, grabaciones tanto de audio como de vídeo. Los discentes deben asegurarse de la no violación de los derechos de autor, bien creando los contenidos ellos mismos o, utilizando contenidos alojados en dominios públicos que pueden utilizarse legalmente. Así como, mediante el empleo de material con licencias Creative Commons que permite la utilización de dicho material cumpliendo ciertas normas. Por otro lado, una vez encontrado el material, se debe contrastar la fiabilidad de la información, y en ocasiones hay alumnos que pasan por alto este aspecto. Cabe destacar también la falta de conocimiento para citar las fuentes originales que se han consultado, ya sea webgrafia, bibliografía, como propias referencias de Wikipedia.

## Modelos de aprendizaje similares
Este modelo de aprendizaje tiene la característica importante, los roles del docente y del estudiante sufren modificaciones respecto a los modelos de aprendizaje tradicionales. Esta característica no es exclusiva de este modelo, ya que existen otros modelos de aprendizaje similares. Por ejemplo, el modelo constructivista o constructivismo se caracteriza porque el estudiante, a partir de sus conocimientos previos y guiado por el docente, logra construir conocimientos nuevo, lo que implican directamente la generación contenidos. Este aprendizaje se da a través de la participación del sujeto frente a dichos problemas, no a través de una mera trasmisión de información. En línea con el constructivismo, se encuentra el aprendizaje proyectivo o aprendizaje basado en proyectos. Este método se basa en la construcción de proyectos partiendo de una problema o reto sobre una situación real. El estudiante resuelve ese reto generando un proyecto bien sea de forma individual o grupal. Es importante destacar que los proyectos generados no sustituyen a los conceptos teóricos de una materia, pero suponen un complemento a los contenidos como tal. Fomenta conocimientos, habilidades y actitudes  a través de situaciones de la vida real. Da más importancia al proceso de aprendizaje, a la profundización que llevan a cabo los estudiantes y al desarrollo de las competencias.
Una rama de aprendizaje proyectivo es el aprendizaje cooperativo o colaborativo, que se caracteriza por el trabajo en grupos pequeños, donde los estudiantes trabajan juntos desarrollando un proyecto común. Un aspecto importante de este modelo, es que se aprende a compartir conocimientos, analizando de forma individual diferentes puntos de vista sobre determinados conceptos y poniéndolos en común con todos los compañeros. Las ideas se consolidan en un proyecto común, que contribuye a la generación de contenido nuevo por parte de los estudiantes.  
Por otra parte, la "tutoría entre iguales" es una tendencia hacia el compañerismo que se ve beneficiada por la creación de recursos "de los compañeros para los compañeros", lo cual proporciona un sentido más profundo a los contenidos. Asimismo, la gamificación o ludificación, una práctica enfocada está en los juegos. Desde esta perspectiva, el alumnado crea recursos para uso propio o disfrute de los demás. Aprenden, gracias a las TIC/TAC de una forma más motivadora.
Un modelo más específico, el modelo de Sudbury school, incluye numerosos métodos y acciones formativas para que el alumno aprenda. Este modelo apuesta por la no intervención directa del docente en la enseñanza, dando libertad al alumno de generar sus propios métodos o elementos de aprendizaje. Este modelo por tanto permite de forma clara que el estudiante genere de forma autónoma sus propios contenidos.
Destacan experiencias enfocadas a distintas disciplinas. Ejemplo de ello pueden ser la narrativa transmedia en lengua.
El aprendizaje por simulación se trata de una metodología que cada vez está tomando más protagonismo en las aulas de los centros escolares y, tiene como objetivo la resolución de situaciones problemáticas, planteadas al alumnado, en escenarios o contextos que simulan a los entornos existentes en el panorama real con la finalidad última de que desarrollen destrezas y competencias necesarias para poder afrontar dichas simulaciones en situaciones reales.
Otro modelo similar a tener en cuenta es el aprendizaje por descubrimiento que se produce cuando el docente muestra al alumnado todas las herramientas necesarias, y dirige su acción educativa a mostrarles una meta u objetivo que ha de ser alcanzado. El docente adquiere el rol de mediador y guía para que el alumnado sea el que recorra el camino y logre los objetivos y metas propuestas.
En toda esta perspectiva constructivista surge otro enfoque  similar, el aprendizaje centrado en el estudiante (Student-Centered Approach) cuyos principios promueven la autonomía donde cada alumno es responsable de su propio proceso de aprendizaje, la negociación entre maestros y estudiantes que colaboran en el desarrollo del plan de estudios, la efectividad (metacognición: necesidad de que el estudiante reflexione sobre su propio proceso de aprendizaje) y la diversidad por la que todas las contribuciones son valoradas creando un entorno rico y plural.

## Herramientas para la generación de contenidos
El docente ya no solo debe dominar los contenidos que debe impartir y conocer las metodologías didácticas y estrategias de aprendizaje, además debe saber de tecnología para poder seleccionar y utilizar las herramientas y recursos digitales que le permitan desarrollar los contenidos de aprendizaje de acuerdo a la realidad de su alumnado y a sus necesidades.
Al igual que un docente debe conocer nuevas herramientas que le ayuden a adquirir su competencia digital, los estudiantes también deben saber manejar en profundidad estas herramientas que pueden utilizar en la generación de nuevos contenidos. El contenido generado debe tener un documento base en formato texto, que haga de guía en el adecuado seguimiento del mismo. Este documento base se editará mediante un editor de texto, que consiste en un software que permite ir dando forma a un texto, bien sea en texto plano, texto con formato o lenguajes de programación más complejos. Existen muchos programas que permiten esta función, como por ejemplo Microsoft Word o LibreOffice Writer, o programas que implican lenguaje de programación como C++, JavaScript o Python. Google Drive, añade la capacidad de interactuar con otros usuarios en un proyecto común.  Así como Google Form para la creación de herramientas con los que valorar los proyectos. 
Existen numerosos programas que permiten hacer una presentación formal de los contenidos y dan el paso a la edición, formato y diseño de los mismos. Line.do es otro programa que  permitirá a los alumnos crear contenidos como líneas del tiempo. Existen diversos programas que nos ayudan con la edición y creación de este tipo de recursos:Adobe Photoshop, Thinglink o Genially. Para realizar presentaciones de contenido con textos enriquecidos y más atractivos, existen otros tipos de formato como son: Microsoft PowerPoint o Prezi. Hay que sumar además las herramientas que permiten enriquecer los contenidos generando presentaciones que se presentan en formato web y pueden ser compartidas mediante una simple dirección url, como son Office Sway, Google Sites. 
Los blogs permiten presentar y alojar contenidos a lo largo del tiempo y a su vez divulgarlos en abierto para cualquiera que quiera consultarlos. Existen multitud de plataformas que nos permiten crear estos espacios como WordPress o Blogger. Además de estas plataformas habituales, se pueden utilizar las redes sociales, como LinkedIn o Twitter, para publicar y alojar contenidos propios.
Los recursos multimedia generados con calidad, hacen que más atractivo el contenido. Existen herramientas que simplifican la edición y hacen posible que un estudiante de forma sencilla pueda generar estos contenidos en forma de vídeo o audio.
También existen programas como Aumentaty con el que se pueden crear proyectos de realidad aumentada y los alumnos puedan ver y modificar las creaciones del profesorado.
Destacan otras  herramientas como Screencast,
iMovie, Camtasia, Adobe Premiere Pro o YouTube. 
Para la grabación de voz por medio de Podcast, existen páginas como Issuu, que posibilitan compartir los archivos grabados. Herramientas como Cerebreti, Zondle o Mobbyt dan la oportunidad de crear juegos y contenidos interactivos con los que trabajar de una manera individual o constructiva. Fomentando el aprendizaje cooperativo, se encuentran Storybird o las Webquest. Asimismo, con el mismo fin, se puede hablar de la propia Wikipedia que ofrece la opción de libre acceso y modificación. Se fomenta así un aprendizaje autónomo y colaborativo.